# Richard Freytag
Pour les articles homonymes, voir Freytag.

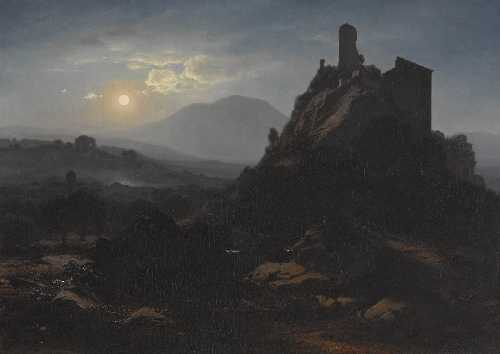
Clair de lune à Olevano Romano, 1860.

Richard Freytag (né le 16 février 1820 à Gotha, mort le 22 mai 1894 dans la même ville) est un peintre allemand.

## Biographie
Richard Freytag est le fils de Friedrich Freytag, le président du consistoire, et d'Anna Besser. Il étudie de 1840 à 1844 à l'académie des beaux-arts de Düsseldorf auprès de Karl Ferdinand Sohn et de Wilhelm von Schadow. De 1843 à 1845, il vit à Munich, en 1849 à Anvers, puis à Paris et Darmstadt et de 1853 à 1855 à Rome, où il visite l'Italie. Il vient à Dresde en 1860 puis s'installe à Gotha.
Sa peinture, outre les portraits et les peintures historiques de personnalités de la Thuringe, est influencée par le romantisme de l'école de Düsseldorf. Ses paysages proviennent surtout de Schwabhausen et du Seeberge (de). Les portraits représentent ses collègues August Noack et Paul Emil Jacobs ou le maire Karl Heinrich Hünersdorf (de).